# 贾童
贾童（1991年8月21日—），四川南充人，中国女子跳水运动员。她曾获得2006年亚洲运动会跳水比赛女子双人10米跳台金牌。她也曾在2005年和2007年世界游泳锦标赛中获得女子双人10米跳台金牌。